# Starostwo Szadek (gmina)
Starostwo-Szadek (od 1870 Szadek) – dawna gmina wiejska istniejąca do 1870 roku w guberni kaliskiej. Siedzibą władz gminy był podszadecki folwark Starostwo Szadek.
Za Królestwa Polskiego gmina Starostwo-Szadek należała do powiatu sieradzkiego w guberni kaliskiej. 31 maja 1870 do gminy przyłączono pozbawiony praw miejskich Szadek, po czym gminę przemianowano na Szadek.